# Clube Fluvial Vilacondense
O Clube Fluvial Vilacondense, fundado oficialmente a 5 de Dezembro de 1905, em Vila do Conde, é um clube desportivo com fortes ligações às actividades náuticas. No centenário da colectividade, em 2005, o clube recebeu a mais alta distinção nacional na área do desporto, o Colar de Honra ao Mérito Desportivo.
As referências a um Clube Fluvial Vilacondense antecedem a sua fundação oficial, em Assembleia Geral, em 2005. Foi a prática de desportos náuticos e, em particular, o remo que uniu os seus fundadores, bairristas vilacondenses, na formação do clube. Entretanto alargaram-se a outras modalidades.
Incentivando a prática desportiva promoveu, ao longo da sua existência, um vasto leque de iniciativas como remo, vela, canoagem, surf, pesca desportiva, actividades subaquáticas, atletismo, ginástica, futebol, voleibol, basquetebol ou ciclismo.
Neste momento as modalidades com maior numero de praticantes são a canoagem, a natação e o remo destacando-se nos últimos anos o crescimento do Stand Up Paddle.
São inúmeros os títulos nacionais alcançados ao logo da história do clube pelos seus atletas em termos individuais nas diferentes modalidades.

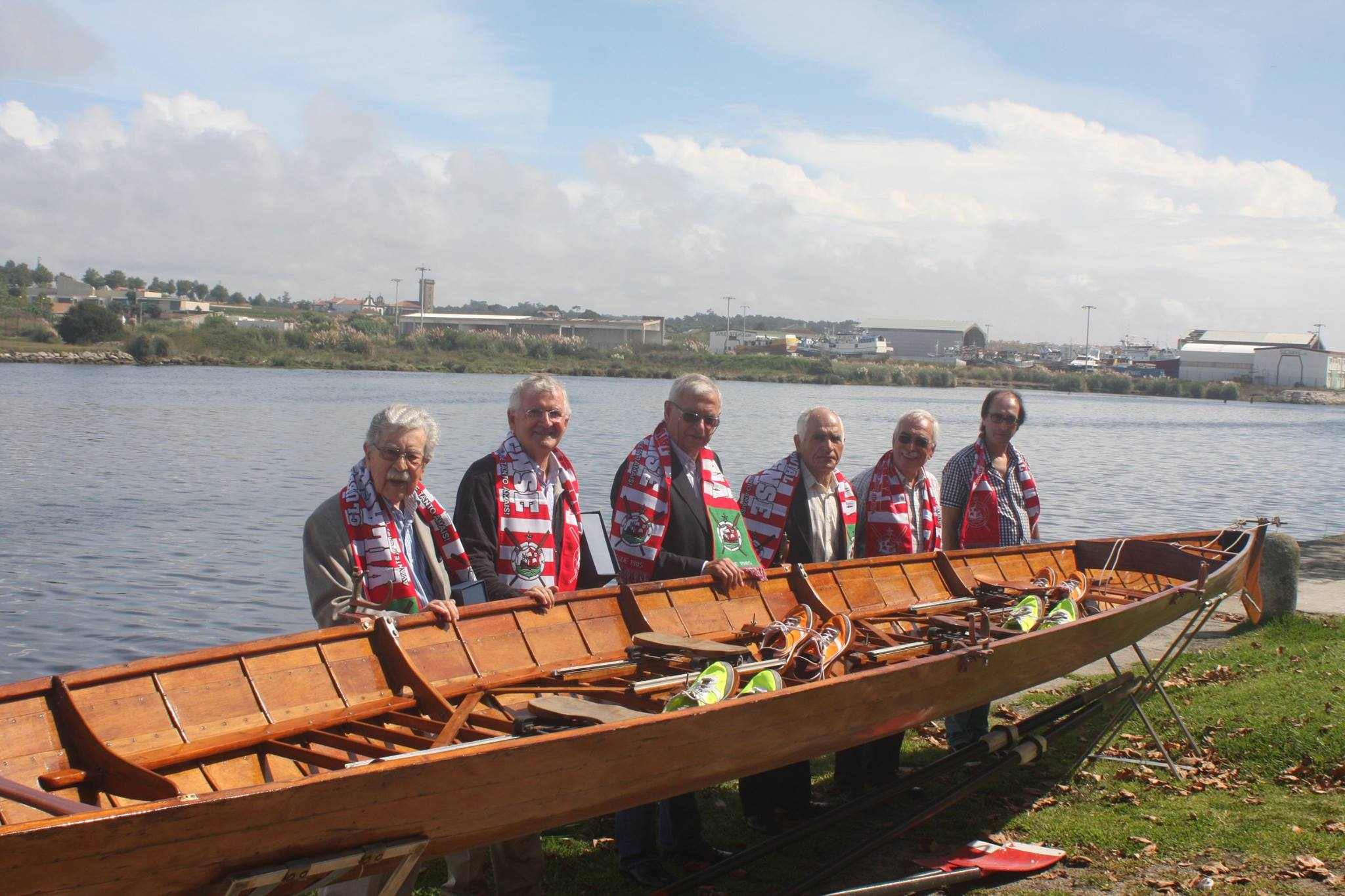
Homenagem à tripulação de Yoll 4, 06/09/2014

Foi na modalidade de Remo, que a tripulação do YOLL 4,  treinada por Manuel Santos da Costa (Né Adolfo) e composta por Avelino Gonçalves do Carmo, Eduardo Campos de Oliveira Fraga, Manuel João Sousa Lima, Américo Costa Leite de Magalhães e pelo timoneiro Manuel Justo da Silva (este já falecido), trouxe para Vila do Conde o primeiro titulo nacional da sua história a 9 de Agosto de 1964.
Em termos coletivos a natação sagrou-se por três vezes campeã nacional de clubes da 1ª divisão (épocas 2004/05, 2007/08 e 2008/09). É até aos dias de hoje o único clube de Vila do Conde bicampeão nacional de clubes.
Em Agosto de 2022 a equipa de Canoagem do Clube Fluvial Vilacondense (CFV) escreveu um novo capítulo na história do clube com a conquista do 1º Título Nacional por equipas, na vertente de Canoagem de Mar.
Referência ainda para os seus atletas que marcaram presença em Jogos Olímpicos.
José Garcia foi atleta do clube e esteve em três Jogos Olímpicos, em Seul 1988, Barcelona 1992 e Atlanta 1996. Tendo em 1992, na Cidade Condal, alcançado o seu melhor resultado, ao conseguir um 6º lugar na final de K1 1000m, naquele que foi o melhor resultado nacional de sempre da modalidade em Jogos Olímpicos, até à medalha de prata conquistada em Londres, em 2012. Também em 1992, foi Porta-Estandarte da Missão Portuguesa. Em 2016 José Garcia foi o Chefe da Missão Olímpica Rio 2016.

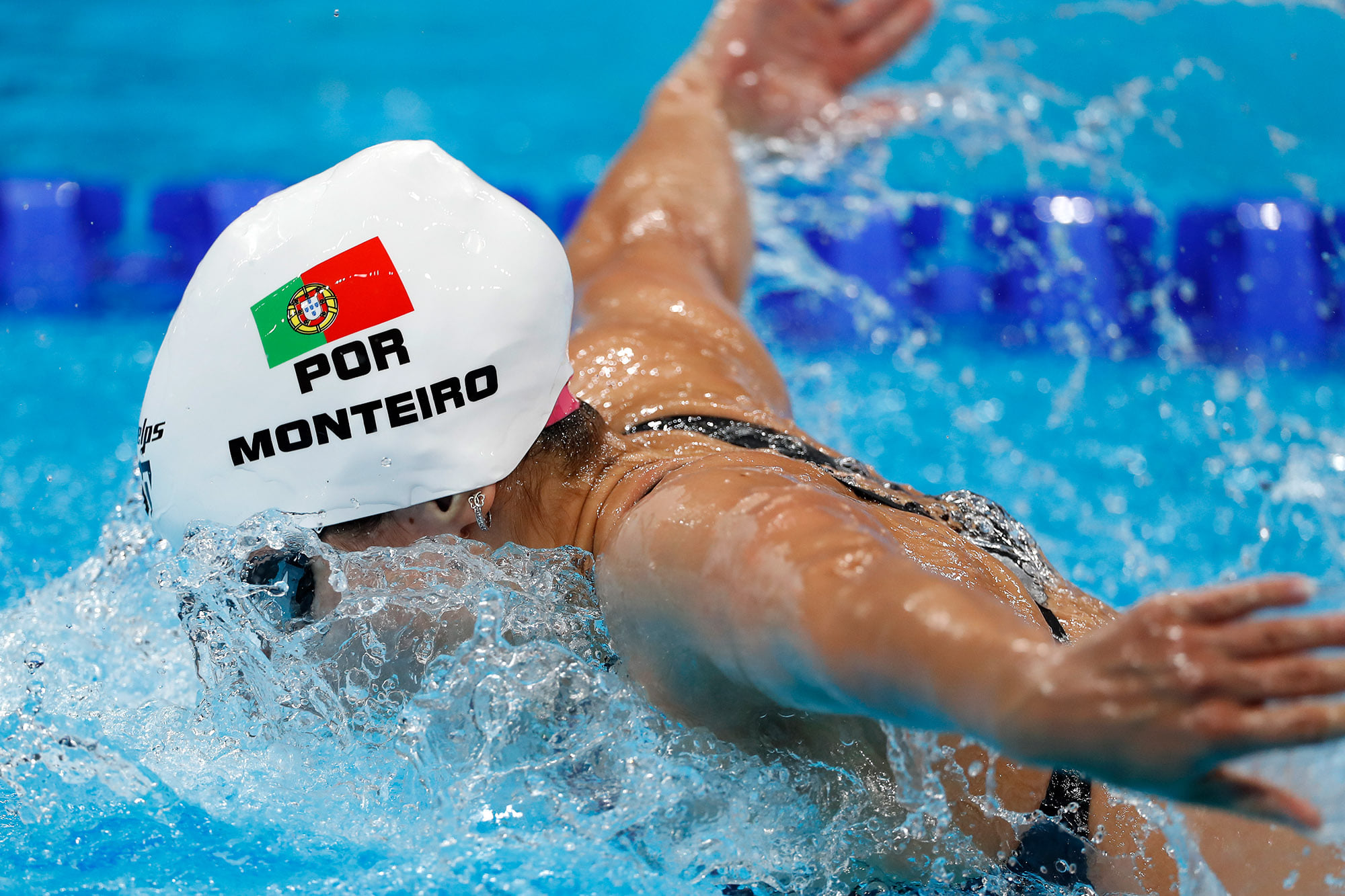
Catarina Monteiro

Ana Catarina Monteiro esteve presente em Tóquio 2020 (2021) conseguindo o 11.º lugar nos 200 metros mariposa, falhando o acesso à final, mas conseguindo um resultado inédito na natação feminina lusa. Ana Catarina Monteiro conseguiu o terceiro melhor resultado olímpico da natação portuguesa, apenas superado pela "lenda" das piscinas nacionais Alexandre Yokochi. Consagrou-se na estreia no evento, como a mais bem-sucedida nadadora em Jogos Olímpicos por Portugal. Já em 2018 Ana Catarina Monteiro foi sexta classificada na final dos 200 metros mariposa dos Mundiais de piscina curta, em Hangzhou, na China, melhorando o recorde nacional que tinha estabelecido horas antes, nas eliminatórias - 2.05,74 minutos.
Nos Europeus de natação do mesmo ano, em Glasgow, nadou pelas medalhas na final dos 200 metros mariposa, chegando a virar na segunda posição para os últimos 50 metros. No final, um histórico quinto lugar, com novo recorde nacional fixado em 2.08,03 minutos e a melhor Portuguesa de sempre em europeus.
Continua em atividade com o objetivo de marcar presença nos Jogos de Paris 2024.